# Едуар Кандево
Едуар Кандево (11 лютого 1898 — 12 листопада 1989) — швейцарський академічний веслувальник.
Олімпійський чемпіон 1924 року в складі розпашної двійки зі стерновим, бронзовий призер 1920 року в складі розпашної двійки зі стерновим.
Чемпіон Європи 1922 (розпашні двійки зі стерновим), 1923 (розпашні двійки зі стерновим), 1929 (парні двійки), 1931 (одиночки) років, срібний призер 1920 року в складі розпашної двійки зі стерновим, бронзовий призер 1925 року в складі розпашної четвірки зі стерновим.